# Jacob Eckart von Wobeser
Jacob Eckart von Wobeser (* vor 1695; † 14. August 1743 in Räckelwitz) war ein kursächsischer Amtshauptmann, Kammerherr, Bergrat, Landeshauptmann der Oberlausitz.

## Leben

### Herkunft und Familie
Jacob Eckart von Wobeser stammte aus der pommerschen uradligen Familie Wobeser. Seine Eltern waren der Landrat des Rummelsburgischen Kreises und Anteilsbesitzer von Wobeser, Georg von Wobeser († 1712) und Marie Elisabeth, geb. von Boehn a.d.H. Culsow.
Er war dreimal verheiratet:
⚭I 1718 Erdmuthe Sophia von Ponickau (1698–1728), Tochter des Landeshauptmann der Oberlausitz, Johann Adolph von Ponickau (1653–1721). Aus dieser Ehe sind vier Töchter hervorgegangen.
⚭II 1732 Eva Henriette Elisabeth von dem Bussche (1703–1732), Tochter des russischen Generalmajors und Gouverneurs von Riga, Lebrecht von dem Bussche (1666–1715). Sie starb im Kindbett, während die Tochter überlebte.
⚭III Erdmuthe Charlotte von Gersdorff (1718–1744), Tochter des Benno Siegmund von Gersdorff (1675–1746) auf Bernsdorf. Aus der Ehe sind eine Tochter und ein jung verstorbener Sohn hervorgegangen.

### Werdegang
Nach dem Tod des Vaters empfing er mit seinen Brüdern 1712 in Stargard die Lehne. 1714 verkauften die Brüder Wobeser ihren Anteil an Quakenburg. Aus der Erbteilung mit den Brüdern fiel ihm ein Hof in Wobeser zu. Er bestritt ein Studium und war 1716 bereits kursächsischer Landkammerrat, als er seinen Anteil an Plassow verkaufte. Nach seiner Übersiedlung in die Oberlausitz erwarb er 1718 das Rittergut Räckelwitz. 1719 hatte er das Gut Loga erworben und etwa um diese Zeit auch Örtmannsdorf. 1721 wurde er als Nachfolger seines Schwiegervaters Landeshauptmann der Oberlausitz und blieb in dieser Stellung bis 1733. Er erwarb im selben Jahr das Gut Saritsch, das er 1722 mit Loga verkaufte. 1725 erwarb er Gut Zerna. Im selben Jahr war er auch Kammerherr, Kammer- und Bergrat ebd. 1727 erwarb er Gut Tommerau nördlich von Königswartha. 1732 wurde er auch als Amtshauptmann tituliert. Als Erbe eines Bruders erhielt er 1736 einen weiteren Anteil an Wobeser und erneut an Plassow. Letzteren verkaufte er an Landrat Bogislaw Ulrich von Puttkamer († 1740). 1740 kaufte er noch die Güter Siegersdorf und Tschirne im Kreis Lauban.